# De senzație
De senzație este albumul numărul 4 al formației de muzica alternativă Cassa Loco.

## Piese
- 1. Intro

- 2. American Dream

- 3. Esti senzatie

- 4. E randul tau

- 5. Scrisoare pentru tata

- 6. Mickey and the slice of pizza

- 7. Ce bine imi pare ca ai luat tzeapa

- 8. Esti piesa

- 9. Nimich

- 10. Flyere

- 11. Outro

### Melodi bonus
- 12. Esti piesa - Seba 1394 rmx
- 13. Goanga - remix